# لبشا
اللبشا أو كما يطلق عليهم أيضًا اسم «رونغ كوب» أي «أبناء الرب ورونغ» وموتونسي رونككوب رومكوب بمعنى «الأطفال المحبوبون للرب ورونغ» وهم من بين الشعوب الأصلية في سيكيم والهند ونيبال، ويبلغ عددهم نحو 80 ألف نسمة. يوجد العديد من اللبشا في غرب وجنوب غرب بوتان، والتبت، ودارجيلينغ، ومنطقة ميتشي في شرق نيبال، وفي تلال غرب البنغال. يتألف شعب اللبشا من أربعة مجتمعات رئيسية: رينجونغمو في سيكيم؛ ودامسانغمو في كاليمبونغ، كورسونغ، وميريك؛ والإيلامو من مقاطعة إيلام، نيبال؛ وبرومو سامتسي وتشوخا في جنوب غرب بوتان. 

## الأصول
إن كلمة لبشا (في اللغة المحلية: رونغ كوب) تعتبر النسخة الإنجليزية من الكلمة النيبالية ليبشي والتي تعني «المتكلم الدنيء» أو «الحديث غير الفصيح». كانت تلك في البداية كنية غير مقبولة، لكنها لم تعد تعمل معنىً سلبيًا اليوم.
لا تعرف أصول شعب اللبشا. ربما نشأ في ميانمار أو التبت أو منغوليا، ولكن شعب ليبشا نفسه يعتقد اعتقادًا راسخًا أنه لم يهاجر إلى الموقع الحالي من أي مكان، وأنه من السكان الأصليين للمنطقة. يتحدثون لغة تبيتية بورمية التي يصنفها البعض لغة هيمالاية. استنادًا إلى ذلك، يقترح بعض علماء الانثروبولوجيا أنهم هاجروا مباشرة من التبت إلى الشمال، اليابان أو من منغوليا الشرقية. يشير آخرون إلى هجرة أكثر تعقيدا بدأت في جنوب شرق التبت، وهجرة إلى تايلاند، وبورما، واليابان، ثم ملاحة لنهر أيياراوادي وأنهر تشيندوين، وهو عبور لسلسلة باتكوي التي تعود إلى الغرب، وانتهاءًا بدخول الهند القديمة (هذه الفرضية مدعومة بأسس ومفردات من لغات أسترو آسيوية). أثناء هجرتهم غربًا عبر الهند، يتكهن المؤرخون بأنهم قاموا بالمرور عبر جنوب بوتان قبل الوصول إلى وجهتهم النهائية بالقرب من كانتشينجونغا. إن شعب ليبشا نفسه ليس لديه أي عرف بخصوص الهجرة، وبالتالي يعتبرون أنفسهم شعبًا أصيلًا في المنطقة، وهم يخضعون اليوم تحت ولاية سيكيم، مقاطعة دارجيلينغ في غرب البنغال، شرق نيبال والأجزاء الجنوبية الغربية من بوتان. يشكل اللبشا 7% من سكان مقاطعة إيلام في منطقة ميشي، و2% من مقاطعة بانشثار، و10% من السكان في مقاطعة تابليجونغ. يشكلون في سيكيم نحو 15% من السكان.
كان شعب اللبشا تحت حكم البانو (الملك) غايبو اشيوك. لعب بانو غايبو اشيوك دورًا بارزًا في توحيد شعب ليبشا وتكريمه، يحتفل شعب اللبشا في اليوم الـ 20 من شهر ديسمبر كل عام بيوم احتفالات بانو غايبو اشيوك. عمل بانو غايبو اشيوك على توسيع مملكة لبشا من بوتان في الشمال إلى إيلام (نيبال) في الغرب، ومن سيكيم إلى أقاصي الشمال لما يعرف اليوم بـ بنغلادش. 

## الملبس
يدعى الزي التقليدي لنساء اللبشا بـ «الدمبون» وهو لباس يصل حتى الكاحل، ويسمى أيضًا بـ دومديام أو غادا، أي «زي النساء». وهو قطعة مفردة كبيرة من القطن الناعم أو الحرير، عادة ذات لون واحد. عندما يتم ارتداؤه، يُثنى فوق أحد الكتفين، ويثبت في الكتف الثاني، ويثبت في مكانه بواسطة حزام، مما يخفي الزوائد الفضفاضة. يمكن ارتداؤه فوق بلوزة بأكمام طويلة متباينة.
الزي التقليدي للرجال من اللبشا هو الدومبرا، أي «الزي الذكوري». وهو عبارة عن قماش متعدد الألوان منسوج باليد مثبت على كتف واحد في مكانه بواسطة حزام، عادة ما يتم ارتداؤه على قميص أبيض وسروال. يرتدي الرجال قبعة مستديرة مسطحة تسمى ثياكتوك، مع جوانب مخملية سوداء قاسية ورأس متعدد الألوان تعلوه عقدة. نادرًا ما يتم ارتداء قبعات تقليدية مخروطية الشكل مصنوعة من الخيزران والقش.